# Wojsław Brydak
Wojsław Brydak (ur. 18 stycznia 1942 w Krakowie) – polski tłumacz prozy anglojęzycznej, autor powieści, sztuk teatralnych, reżyser teatralny, publicysta, fotografik, muzyk.

## Życiorys
Dzieciństwo spędził w Zakopanem. Zaczął fotografować przed maturą. Ukończył Państwową Wyższą Szkołę Muzyczną w Sopocie i Państwową Wyższą Szkołę Teatralną w Warszawie na wydziale reżyserii dramatu. Po studiach był redaktorem muzycznym rozgłośni Polskiego Radia w Gdańsku. Pracował w „Głosie Wybrzeża”. Reżyserował przedstawienia, między innymi: Pod akacjami Jarosława Iwaszkiewicza, Słowika Ernesta Brylla i Rozmowy z katem Kazimierza Moczarskiego. Wieloletni redaktor „Rocznika Sopockiego”, gdańskiego „Autografu”, od 2010 do 2014 roku był redaktorem naczelnym Wydawnictwa Akademii Muzycznej w Gdańsku. Prowadził zajęcia na Uniwersytecie Gdańskim i w Akademii Sztuk Pięknych w Gdańsku. Około 2001 roku przeprowadził się z Trójmiasta i zamieszkał w Kartuzach.
Należy do Związku Polskich Artystów Fotografików.

## Twórczość

### Powieści i albumy
- Poste restante (Dom Wydawniczy „Rebis”, 2018, powieść nominowana do Pomorskiej Nagrody Literackiej „Wiatr od morza” 2019[7])[8]
- Za siódmym jeziorem. Kaszuby (Dom Wydawniczy Rebis, 2016, album)[8][3]
- Babie lato, 2024, tom wspomnień[9]

### Przekłady
- Colin Dexter, Ta dziewczyna jest martwa (Phantom Press International, 1991)[8]
- Josephine Tey, Zaginęła Betty Kane (Wydawnictwo „Marpress”, 1992)[8]
- John Updike, Przypomnij się, Króliku (Phantom Press, 1993)[8]
- Erich Fromm, Kryzys psychoanalizy (Dom Wydawniczy Rebis, 1995, 2000, 2012)[8]
- Ken Kesey, Pieśń żeglarzy (Rebis 1996, 2003)[8]
- Salman Rushdie, Ostatnie westchnienie Maura (Rebis, 1997, 2001, 2014)[8]
- William Wharton, Historie rodzinne (Rebis, 1998, 1999, 2000)[8]
- Nicholas Shakespeare, Tancerz (Dom Wydawniczy Rebis, 1999)[8]
- Salman Rushdie, Ziemia pod jej stopami (Rebis, 2001, 2003, 2013)[8]
- Malcolm Lowry, Usłysz nas, Panie, z niebios, miejsca Twego (Rebis, 2003)[8]
- Gao Xingjian, Góra duszy (Rebis, 2004 [przekład z języka angielskiego])[8]
- Paul Auster, Noc wyroczni (Rebis, 2004, 2005)[8]
- Karen Joy Fowler, Klub miłośników Jane Austen (Rebis, 2005)[8]
- John Updike, Miasteczka (Rebis, 2006)[8]
- Ross King(inne języki), Ekslibris (Rebis, 2007)[8]
- Woody Allen, Czysta anarchia (Rebis, 2008, 2009, 2010, 2011, 2012, 2015, 2017)[8]
- John Updike, A potem... (Dom Wydawniczy „Rebis”, 2009)[8]
- Biyi Bandele, Chłopak z Birmy (Dom Wydawniczy Rebis, cop. 2009)[8]
- Francis Scott Fitzgerald, Czuła jest noc (Rebis, 2010, 2013)[8]
- Siri Hustvedt, Amerykańskie smutki (Dom Wydawniczy Rebis, 2011)[8]

### Prace redakcyjne i inne
- Teatr muzyczny. Gdynia, listopad 1980 (Teatr Muzyczny w Gdyni, 1980, współredaktor)
- 50 lat Zespołu Szkół Muzycznych w Gdańsku-Wrzeszczu Państwowej Szkoły Muzycznej I stopnia im. Grażyny Bacewicz oraz Państwowej Szkoły Muzycznej II stopnia im. Fryderyka Chopina (Zespół Szkół Muzycznych, 1996, współredaktor)
- Stefania Toczyska. Doktor honoris causa Akademii Muzycznej im. Stanisława Moniuszki w Gdańsku (Wydawnictwo Akademii Muzycznej im. Stanisława Moniuszki, 2014, redaktor)[8]
- Album dla Gdańska 2008. I Międzynarodowy Konkurs Fotograficzny. Katalog wystawy pokonkursowej (Gdańska Galeria Fotografii MNG, 2008, autor tekstu)
- Poszukiwanie prawdy w muzyce. Wspomnienia o Profesorze Zbigniewie Śliwińskim (Wydawnictwo Akademii Muzycznej im. Stanisława Moniuszki, 2024, współredaktor)[10]